# (12028) Annekinney
(12028) Annekinney est un astéroïde de la ceinture principale.

## Description
(12028) Annekinney est un astéroïde de la ceinture principale. Il fut découvert le 9 janvier 1997 à Ōizumi par Takao Kobayashi. Il présente une orbite caractérisée par un demi-grand axe de 2,59 UA, une excentricité de 0,18 et une inclinaison de 14,3° par rapport à l'écliptique.

## Compléments